# Albino García Ramos
Albino García Ramos (Cerro Blanco, Salamanca, Guanajuato, México, 8 de marzo de 1774 - Celaya, Guanajuato, México, 8 de junio de 1812), más conocido como El Manco, fue un guerrillero mexicano que operó en la región del Bajío desde la iniciación de la Guerra de Independencia de México, en 1810, hasta su captura y ejecución en 1812.  

## Biografía
Nació en Cerro Blanco, una hacienda en el municipio de Salamanca, en el estado de Guanajuato, México el 8 de marzo de 1774. Fue bautizado en la Basílica Colegiata de Nuestra Señora de Guanajuato. Albino García figuró como cabecilla insurgente entre los años 1810 y 1812, siendo el líder insurgente de la época más notable en la región del Bajío. Se desempeñó como caporal en las haciendas del Valle de Santiago, durante su juventud tuvo un accidente con un caballo y en consecuencia se lastimó un brazo de manera permanente. Se le llegó a conocer como "el Manco" García.
Al estallar la guerra de independencia se unió a las fuerzas de Miguel Hidalgo y Costilla en Salamanca realizando campañas en El Bajío.
El 26 de junio de 1811 fue derrotado en el Valle de Santiago, por las fuerzas realistas dirigidas por Miguel del Campo. Logró escapar, al mes siguiente, reapareció haciendo campaña en Pénjamo. Félix Calleja envió al capitán Pedro Meneso para enfrentarlo. Las fuerzas comandadas por "el Manco" García fueron dispersadas cuando intentaron tomar la plaza de León. En noviembre de 1811, incursionó en las plazas de Guanajuato y San Diego. 
En enero de 1812, realizó avances en Aguascalientes y parte de Michoacán. En abril de 1812, incursionó en las plazas de Irapuato y Celaya. Fue peseguido por las fuerzas realistas comandadas por Celestino Negrete y Alejo García Conde.  El 5 de junio de 1812, García Conde y Agustín de Iturbide unieron sus fuerzas para atrapar al caudillo insurgente, el cual cayó en las manos de los soldados Miguel Sardineta y José Uribe.
Fue fusilado el 8 de junio en Celaya, el cadáver fue descuartizado, la cabeza fue colocada en la calle conocida actualmente como La Cabecita, una mano se envió al cerro de San Miguel y la otra a Salamanca. Durante ocho años sus restos mortales permanecieron sin sepultura, al ser consumada la independencia, se colocó su cabeza en un nicho de la iglesia de Celaya.

### Batallas y guerrillas
Su primer encuentro contra los realistas se produjo en Quiriceo, contra el capitán realista Antonio Linares; su grupo de combatientes contaba con la presencia de su hermano Francisco y su primo Pedro García. En agosto de 1811 libró un nuevo combate contra los realistas en Pénjamo, contra una división mandada por Pedro Moreno, y formada por dragones de San Luis de la Paz y el cuerpo de lanceros. En ese combate atacaron la ciudad de Pénjamo para saquearlo e intimidar a José María de la Trinidad Hidaldo y Costilla, hermano del cura Miguel Hidalgo, subdelegado del gobierno virreinal  (1759) este personaje estudió Medicina, sin terminar la carrera pero curaba. Administró la Hacienda al morir su padre y estuvo desempeñando la Jefatura de Armas en Pénjamo, al servicio del gobierno virreinal y en contra de los Insurgentes.
Diez días después atacó y saqueó la población de Lagos, en la que paseó a las autoridades semidenudos y montados en burros; el propio Albino laceó la estatua de Fernando VII que estaba en la plaza y la descabezó. En septiembre atacó el pueblo de Dolores y Aguascalientes. En octubre libró un combate cerca de Salvatierra y al retirarse destruyó los sistemas de riego, inundando campos y caminos.  
El licenciado Ignacio López Rayón logró formar la junta de Zitácuaro con el propósito de constituir un organismo legal de gobierno para Nueva España, ya que el rey Carlos IV de España había abdicado y Fernando VII estaba en manos de Napoleón; la junta pretendía coordinar a las dispersas fuerzas insurgentes.
Albino García no reconoció a la junta de Zitácuaro y continuó haciendo su guerra relámpago. El 26 de noviembre de 1811 atacó Guanajuato con otros jefes insurgentes, llegando hasta el Jardín Unión junto a la catedral. García fue atacado por tropas de Silao y de la sierra y tuvo que huir, aunque logró un efecto moral en el gobierno realista de México al haber logrado entrar hasta el centro de la ciudad de Guanajuato. Posteriormente atacó dos veces Irapuato.

### Táctica de ataque del Lazo
Se comenta en las páginas de la historia del Doctor José María Luis Mora:
"Albino García se había hecho temer en el Bajío por la rapidez de sus movimientos, la fuerza e impetuosidad de sus ataques, y sobre todo por su táctica particular que desconcertaba de una manera imprevista las operaciones comunes de la milicia ordenada. El lazo era uno de sus medios de ofender, y generalmente los insurgentes que se valían de él a su imitación se preparaban fuera de tiro para echarse sobre las líneas españolas; bien montados y caballos ligeros acostumbrados a moverse rápidamente en todas direcciones, se precipitaban sobre la formación, revoleando el lazo y haciéndolo caer sobre los que querían sacar de ella, en seguida aplicaban la otra extremidad de la cuerda a la cabeza de la silla del caballo que montaban, y se retiraban arrastrando consigo al que habían lazado y por lo común era algún jefe que rara vez llegaba con vida; todas estas operaciones se completaban en menos de un minuto y por lo general era que escapasen de las balas el jinete y el caballo que se arrojasen a ellas".
" Otro uso que se hacía de la cuerda aún más perjudicial para las formaciones, especialmente cuando estas se hallaban circunscritas a un espacio reducido; dos hombres bien montados tomaban una larga y fuerte reata que abrazase la formación, las extremidades estaban amarradas a la cabeza de la silla de cada uno de los jinetes que caminaban unidos hasta ponerse a tiro; entonces se separaban por ambos flancos, picaban a sus caballos, la cuerda barría con los soldados enemigos destruyendo sus líneas y entonces la caballería insurgente caía sobre ellos haciéndolos pedazos; si la resistencia que se hallaba en la formación no era vencida en momentos, se cortaba la cuerda, y los que la tenían asida pasaban rápidamente adelante siendo seguidos por otros y otros que repelían la operación hasta desbaratar las formaciones"
Estas y otras análogas eran las maneras de atacar que puso en boga Albino García y que después se hicieron de uso general en el paisanaje insurgente de México.

### Captura y capitulación
Prosiguió con sus ataques en el Bajío, lo que precipitó que las autoridades realistas pusieran el mayor empeño acabar con él. Finalmente un plan urdido por Agustín de Iturbide y aprobado por García Conde y que contó con la traición de su secretario Rubio, logró su objetivo. Las tropas realistas rodearon a Albino García en Valle de Santiago, donde estaba oculto después de haber estado enfermo semanas antes. Los realistas capturaron a Albino García y a más de 130 insurgentes, a quienes fusilaron en el portal viejo de Valle de Santiago. Por la aprehensión de Albino García y la matanza de Valle de Santiago, Iturbide fue ascendido a teniente coronel.
El 5 de junio de 1812, Iturbide llevó a los cabecillas de la rebelión al cuartel general de García Conde en Celaya. En el portal de Guadalupe de la plaza de Celaya, donde estaba el mesón del mismo nombre, García Conde recibió a los presos, burlándose e insultando a Albino y dirigió un discurso al pueblo que se acercaba.
El 8 de julio, en la plazuela de la Cruz de Celaya, fueron fusilados Albino García y su hermano Francisco. Su cabeza fue puesta en la calle de San Juan Dios para escarmiento del pueblo. Su cuerpo fue descuartizado; una mano fue llevada a Guanajuato, al cerro de San Miguel, la otra que tenía estropeada y por la cual tenía el apodo de El Manco, fue llevada a Salamanca, su tierra natal, donde estuvo largo tiempo en un poste. El arquitecto Eduardo Tresguerras reunió los despojos del guerrillero y los puso en un nicho del osario de la parroquia de Celaya, aunque fueron robados y se encuentran en paradero desconocido.